# Романш
Романш (порт. Romãs)  —  район (фрегезия) в Португалии,  входит в округ Визеу. Является составной частью муниципалитета  Сатан. Находится в составе крупной городской агломерации Большое Визеу. По старому административному делению входил в провинцию Бейра-Алта. Входит в экономико-статистический  субрегион Дан-Лафойнш, который входит в Центральный регион. Население составляет 1099 человек на 2001 год. Занимает площадь 33,74 км².
Покровителем района считается Дева Мария (порт. Maria).